# Bryophryne hanssaueri
Bryophryne hanssaueri е вид жаба от семейство Craugastoridae. Видът не е застрашен от изчезване.

## Разпространение и местообитание
Разпространен е в Перу.
Обитава гористи местности, национални паркове и ливади.

## Описание
Популацията на вида е стабилна.